# Anton Donchev
Anton Nikolov Donchen; (en búlgaro: Антон Дончев), (Burgas, Bulgaria, 14 de septiembre de 1930-Sofía, 20 de octubre de 2022) fue un político y escritor búlgaro. Candidato en las elecciones de 1992, líder del Movimiento No Partidista. Alcanzó la fama dentro y fuera de su país gracias a su novela "El tiempo de la despedida". Contrajo matrimonio con la ajedrecista Evelina Troy, posteriormente volvería a contraer nupcias con la periodista radial, Raina Vassileva.
Falleció, en la mañana del 20 de octubre de 2022, a los 92 años, en la Academia Médica Militar tras un ataque cardíaco.

## Actividades profesionales
Educado en la Escuela de Tarnovo (1948) y en Derecho, en la Universidad de Sofía (1953). Su título fue negado por el Juez Veliko y comenzó a escribir. Cofundador de "La Creación", obra que consiste en un ideario político (1989). Su primera novela fue "El tiempo de la violencia" (1964).
Académico de la Academia Búlgara de Ciencias desde 2003.

## Actividades políticas
En 1992 dirigió un grupo político que buscaba manifestar el descontento ciudadano respecto a la política partidista en Bulgaria. Así formó el Movimiento No Partidista, por el cual fue candidato presidencial en las elecciones de ese año. Logró un 0,62% de los sufragios.